# Wybory powszechne na Filipinach w 2010 roku
Wybory powszechne na Filipinach odbyły się 10 maja 2010. Obywatele dokonali wyboru nowego prezydenta, wiceprezydenta, połowy składu Senatu, pełnego składu Izby Reprezentantów oraz swoich przedstawicieli w wyborach lokalnych. W wyborach prezydenckich zwyciężył Benigno Aquino III, który zdobył 42% głosów poparcia.

## Organizacja wyborów
Prezydent Filipin wybierany jest w głosowaniu powszechnym (w jednej turze wyborów) na okres 6-letniej kadencji. Kończąca swoją drugą kadencję prezydent Gloria Macapagal-Arroyo nie mogła ubiegać się reelekcję. Wzięła natomiast udział w wyborach do Izby Reprezentantów. Razem z wyborem prezydenta odbywa się oddzielne głosowanie w sprawie obsady stanowiska wiceprezydenta, który sprawuje urząd u boku szefa państwa.
Filipiński Senat wybierany jest na 6-letnią kadencję, przy czym co 3 lata odnawiana jest połowa jego składu. W wyborach kandydaci ubiegali się o 12 mandatów senatorskich. Izba Reprezentantów wybierana jest na 3-letnią kadencję; w wyborach w 2010 rywalizowano o 287 mandatów w izbie niższej. Ponadto na szczeblu lokalnym obywatele wybierali 17 698 urzędników, w tym 80 gubernatorów i 80 wicegubernatorów każdej z prowincji oraz 137 burmistrzów miast i 137 ich zastępców. W sumie w wyborach wystartowało ok. 50 tys. kandydatów.
Do udziału w wyborach zarejestrowało się ok. 50 mln obywateli. Oddawali oni swoje głosy w prawie 37 tys. lokalach wyborczych. Po raz pierwszy w punktach wyborczych zainstalowane zostały maszyny zliczające głosy, co miało przyczynić się do szybszego i sprawnego ich zliczania i ogłoszenia wyników wyborów w ciągu 48 godzin. W przededniu wyborów część maszyn okazała się niesprawna i miała trudności z prawidłowym odczytywaniem oddawanych głosów, co wywołało w kraju obawy o wiarygodność głosowania.
Kampania wyborcza na Filipinach rozpoczęła się 9 lutego 2010. Głównymi jej tematami były sprawy gospodarcze, problem ubóstwa i rosnących cen oraz walka z korupcją. Okres przedwyborczy był krwawa i naznaczony przemocą. W czasie czterech miesięcy poprzedzających wybory zabitych zostało ponad 30 osób, w tym 12 osób w samym dniu głosowania. Dodatkowo w listopadzie 2009 w czasie zgłaszania kandydatów w prowincji Maguindanao wrogi klan zamordował 57 osób. W sumie, w wyniku przemocy wyborczej zginęło ponad 90 osób.

## Kandydaci

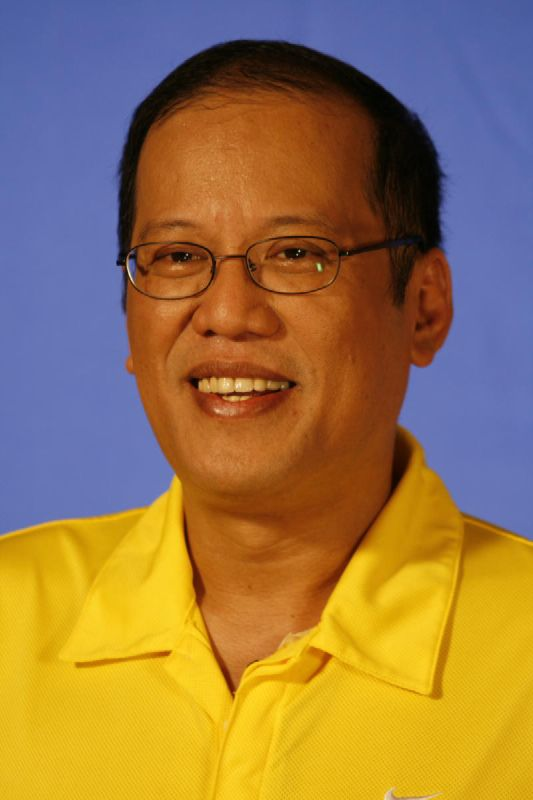
Benigno Aquino

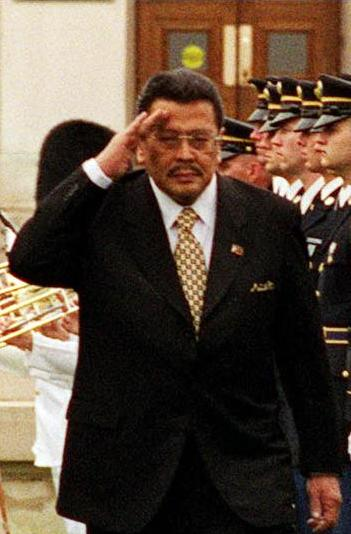
Joseph Estrada

O stanowisko prezydenta ubiegało się 9 kandydatów, natomiast o stanowisko wiceprezydenta – 8. Faworytem sondaży przedwyborczych pozostawał Benigno Aquino z Partii Liberalnej, syn zmarłej w 2009 byłej prezydent Corazon Aquino. Jego głównymi rywalami byli: były prezydent i aktor Joseph Estrada z partii Pwersa ng Masang Pilipino oraz miliarder i senator Manny Villar z Partii Narodowej. Rządząca partia Lakas Kampi CMD wystawiła do wyborów jej przewodniczącego Gilberto Teodoro.
Lista kandydatów na prezydenta i wiceprezydenta Filipin:
- Benigno Aguino i Mar Roxas
- Joseph Estrada i Jejomar Binay
- Manny Villar i Loren Legarda
- Gilberto Teodoro i Edu Manzano
- Richard Gordon i Bayani Fernando
- Eddie Villanueva i Perfecto Yasay
- John Carlos de los Reyes i Dominador Chipeco
- Nicanor Perlas – kandydat na prezydenta
- Jamby Madrigal – kandydat na prezydenta
- Jay Sonza – kandydat na wiceprezydenta

## Głosowanie i wyniki
Głosowanie w dniu 10 maja 2010 zostało wydłużone o godzinę m.in. w związku z powstaniem długich kolejek z powodu problemów z funkcjonowaniem maszyn zliczających głosy. Według pierwszych częściowych wyników opublikowanych tego samego dnia, najwięcej głosów w wyborach prezydenckich otrzymał Benigno Aquino, przed Josephem Estradą i Mannym Villarem. Villar już dzień po głosowaniu przyznał się do porażki, czego nie uczynił natomiast Estrada.
Oficjalne wyniki wyborów zostały ogłoszone 8 czerwca 2010, po przeliczeniu, kontroli i zatwierdzeniu głosów przez parlament. Aquino uzyskał 42% głosów poparcia, Estrada – 26%, Villar – 15%, a Teodoro – 11% głosów. Jospeh Estrada uznał swoją polityczną porażkę. 9 czerwca 2010 Benigno Aquino został oficjalnie ogłoszony przez parlament prezydentem elektem do czasu objęcia urzędu 30 czerwca 2010. W wyborach na stanowisko wiceprezydenta zwyciężył Jejomar Binay, startujący u boku Estrady.
- Wyniki wyborów na prezydenta:

| Kandydat                  | Kandydat                  | Partia polityczna                           | Liczba głosów | %      |
| ------------------------- | ------------------------- | ------------------------------------------- | ------------- | ------ |
|                           | Benigno Aquino III        | Partia Liberalna (Liberal)                  | 15 208 678    | 42,08% |
|                           | Joseph Estrada            | Pwersa ng Masang Pilipino (PMP)             | 9 487 837     | 26,25% |
|                           | Manny Villar              | Partia Narodowa (Partido Nacionalista)      | 5 573 835     | 15,42% |
|                           | Gilberto Teodoro          | Lakas Kampi CMD                             | 4 095 839     | 11,33% |
|                           | Eddie Villanueva          | Bangon Pilipinas Party                      | 1 125 878     | 3,12%  |
|                           | Richard Gordon            | Bagumbayan-Volunteers for a New Philippines | 501 727       | 1,39%  |
|                           | Nicanor Perlas            | niezależny                                  | 54 575        | 0,15%  |
|                           | Jamby Madrigal            | niezależny                                  | 46 489        | 0,13%  |
|                           | John Carlos de los Reyes  | Ang Kapatiran                               | 44 244        | 0,12%  |
| Razem (frekwencja 70,81%) | Razem (frekwencja 70,81%) | Razem (frekwencja 70,81%)                   | 36 321 087    | 100%   |
| Źródło:                   |                           |                                             |               |        |

- Wyniki wyborów na wiceprezydenta:

| Kandydat                  | Kandydat                  | Partia polityczna                                       | Liczba głosów | %      |
| ------------------------- | ------------------------- | ------------------------------------------------------- | ------------- | ------ |
|                           | Jejomar Binay             | Partido Demokratiko Pilipino-Lakas ng Bayan (PDP-Laban) | 14 645 574    | 41,65% |
|                           | Mar Roxas                 | Partia Liberalna (Liberal)                              | 13 918 490    | 39,58% |
|                           | Loren Legarda             | Nationalist People's Coalition (NPC)                    | 4 294 664     | 12,21% |
|                           | Bayani Fernando           | Bagumbayan-Volunteers for a New Philippines             | 1 017 631     | 2,89%  |
|                           | Edu Manzano               | Lakas Kampi CMD                                         | 807 728       | 2,30%  |
|                           | Perfecto Yasay            | Bangon Pilipinas Party                                  | 364 652       | 1,04%  |
|                           | Jay Sonza                 | Kilusang Bagong Lipunan                                 | 64 230        | 0,18%  |
|                           | Dominador Chipeco         | Ang Kapatiran                                           | 52 562        | 0,15%  |
| Razem (frekwencja 68,56%) | Razem (frekwencja 68,56%) | Razem (frekwencja 68,56%)                               | 35 165 531    | 100%   |
| Źródło:                   |                           |                                                         |               |        |

- Wyniki wyborów do parlamentu:

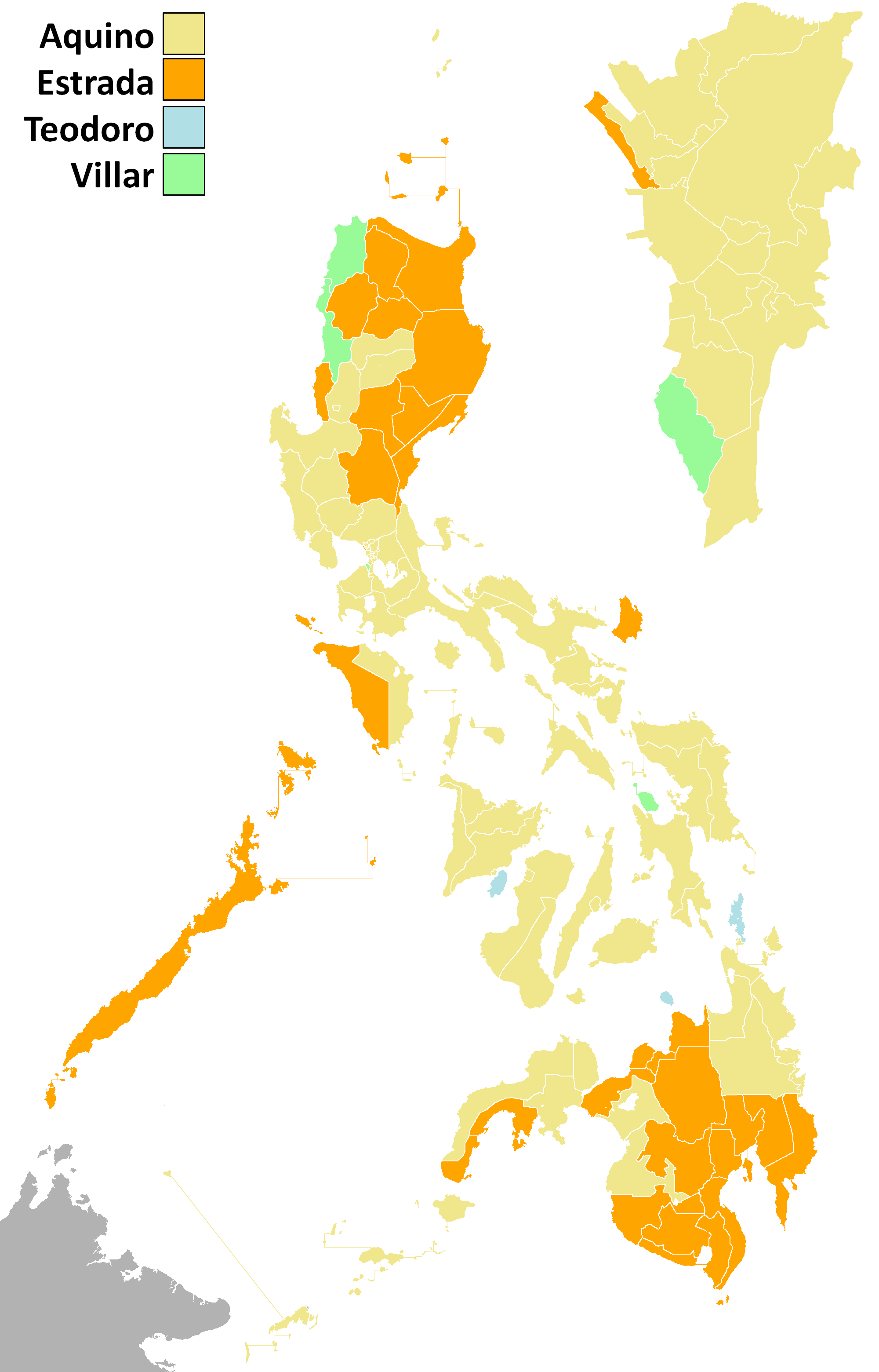
Wyniki wyborów prezydenckich według prowincji

W wyborach do Izby Reprezentantów zwyciężyła partia byłej prezydenta Macapagal-Arroyo – Lakas Kampi CMD. W wyborach do Senatu 3 mandaty zdobyła Partia Liberalna, po 2 mandaty uzyskały: Lakas Kampi CMD, Partia Narodowa i Pwersa ng Masang Pilipino. Rozkład mandatów w parlamencie:
| Partia polityczna | Partia polityczna                                                | Wybory do Senatu | Wybory do Senatu | Wybory do Izby Reprezentantów | Wybory do Izby Reprezentantów |
| Partia polityczna | Partia polityczna                                                | % głosów         | Liczba mandatów  | % głosów                      | Liczba mandatów               |
|                   | Lakas Kampi CMD                                                  |                  | 2                | 38,36%                        | 104                           |
|                   | Partia Liberalna                                                 |                  | 3                | 20,30%                        | 45                            |
|                   | Nationalist People's Coalition (NPC)                             |                  | 1                | 15,50%                        | 31                            |
|                   | Partia Narodowa                                                  |                  | 2                | 11,45%                        | 26                            |
|                   | Pwersa ng Masang Pilipino (PMP)                                  |                  | 2                | 2,88%                         | 6                             |
|                   | Partido Demokratiko Pilipino-Lakas ng Bayan (PDP-Laban)          |                  |                  | 0,85%                         | 2                             |
|                   | Partido Demokratiko Sosyalista ng Pilipinas (PDSP)               |                  |                  | 0,51%                         | 1                             |
|                   | Laban ng Demokratikong Pilipino (LDP)                            |                  |                  | 0,48%                         | 1                             |
|                   | Partido ng Demokratikong Reporma-Lapiang Manggagawa (Reporma-LM) |                  |                  | 0,26%                         | 1                             |
|                   | People's Reform Party                                            |                  | 1                |                               |                               |
|                   | Kandydaci niezależni                                             |                  | 1                | 7,09%                         | 7                             |
| Razem             | Razem                                                            | –                | 12               | –                             | 230 + 57 z listy partyjnej    |
| Źródło:           |                                                                  |                  |                  |                               |                               |